# 伸港鄉
伸港鄉，舊稱「新港」，位於臺灣彰化縣西北端，西臨臺灣海峽，北、東北隔大肚溪與臺中市龍井區、大肚區相望，東鄰和美鎮，南鄰線西鄉。鄉內人口約3.8萬人，人口密度每平方公里1,700人，為臺灣本島人口密度最高的鄉，亦為中華民國人口密度第二高的鄉。大肚溪口野生動物保護區為主要的觀光景點。

## 歷史
伸港鄉舊稱「新港」，意指新開闢的港口。1950年新港立鄉時，由於鄉名與嘉義縣新港鄉同名，易使民眾與政府單位混淆，因此臺灣省政府邀請兩地溝通協調，並舉行抽籤，稍後，彰化縣新港鄉在1959年7月1日改名為「伸港」，並沿用至今。
明鄭時期，1624年，荷蘭人攻佔臺灣，將其統治地區劃分成數個行政區，其中瓦布蘭（又叫華武）行政區，即今日之彰化地區。明永曆15年（西元1661年），鄭成功入臺趕走荷蘭人，設置一府二縣，伸港隸屬天興縣。永曆18年（西元1664年），鄭經改東都為東寧將天興、萬年二縣升格為州，彰化仍屬天興州。
清治時期，康熙22年（西元1683年）清廷施琅領兵攻入臺灣，結束了明鄭時代。康熙23年（西元1684年）清廷重劃行政區域，天興州改為諸羅縣，伸港時諸羅縣轄區。雍正元（西元1723年），分諸羅縣北半線地置彰化縣屬臺灣府。乾隆27年（西元1762年），彰化縣半縣堡改稱半線東西堡。  
光緒元年（西元1875年）半線東西堡，改稱線東和線西兩堡。伸港屬臺灣府彰化線西堡，到了光緒13年（西元1887年）臺灣建省，臺灣行政區域進行第三次改革，這時伸港仍屬臺灣彰化線西堡。
日治時期，明治28年（西元1895年），中日甲午戰爭，清廷戰敗，割讓臺灣給予日本。5月日人入台，伸港由臺灣縣直隸。8月進佔彰化，重新劃分彰化地區隸屬臺灣民政支部彰化出張所。翌年2月7日，伸港劃入臺中縣鹿港支廳線西堡。同年8月21日增置彰化支廳，伸港改隸彰化支廳線西堡。明治30年（西元1896年），日人改制全臺為六縣三廳，縣廳之下置辦務署，伸港劃歸臺中縣和美線辦務署。9月24日於街庄之上設區，和美線辦務署分為和美線、下見口和新港三區，其中伸港區域屬於新港區，明治31年（西元1897年）和美線辦務署併入彰化辦務署，改臺中縣彰化辦務署線西堡，明治34年（西元1901年），日人再度廢縣和辦務署，將全臺分為二十廳，廳以下設支廳伸港劃屬彰化廳鹿港支廳線西堡。明治42年（西元1909年），改屬臺中廳彰化支廳新港區，大正9年（西元1920年），第五次修改，併臺灣西部為五州，州底下設郡市管轄街庄。伸港劃屬臺中州彰化郡線西。
1945年二戰後，中華民國政府接收臺灣:122－123。1946年1月，全臺灣劃分為八縣九省轄市，郡、支廳、街庄改為區、鄉鎮，伸港地區隸屬臺中縣彰化區線西鄉。1950年7月1日，伸港地區從線西鄉分出，為新港鄉。8月16日，行政區域調整，全臺灣劃分為十六縣五省轄市。10月21日，彰化立縣，新港鄉改隸彰化縣。1959年7月1日，新港鄉改名「伸港鄉」:123。

## 地理

### 地形
伸港鄉位於彰化縣西北端，北、東隔大肚溪分別與臺中市龍井、大肚兩區相鄰，西濱台灣海峽，東南臨和美鎮，南接線西鄉:18。在大肚溪入海口處，有大一片的潮間帶濕地，孕育了豐富的生態資源不但是知名的賞鳥勝地，並且劃設螻蛄蝦（俗稱蝦猴）保育區。

### 氣候
伸港鄉的氣候為乾燥且炎熱，由於冬季時的東北季風受到中央山脈阻擋，雨量較少，且因屏障而在西部地區形成局部性相對低壓，促使部分氣流自臺灣東部北行繞入台灣海峽而形成北方氣流，故冬季北風較盛，整體雨量則自沿海向內地遞增:72。12月至3月平均氣溫均在攝氏20度以下，6月至8月平均氣溫均在28度以上，其餘月份則介於20至28度之間。年均溫約為攝氏23.1度，月均溫最高為7月的29度，最低為2月的16.2度:73。年雨量約為1,053.4毫米，各月雨量最多為6月的196.7毫米，最少為10月的6.9毫米:74。

### 人口
根據彰化縣和美戶政事務所統計，2024年底伸港鄉戶數約1.2萬戶，人口約3.8萬人，人口密度每平方公里約1,721人。鄉內人口最多與最少的村分別是新港村與蚵寮村，2024年底兩村人口分別為6,326人與1,250人，其中新港村也是彰化縣人口第一大村，在彰化縣591個村里中則排行第15位。伸港鄉人口的年齡構成中，有13.60%是0至14歲人口，70.41%是15至64歲人口，15.99%則是65歲以上人口，老化指數約為117.51%，是彰化縣人口老化程度最低的行政區。

## 政治

### 歷任首長
| 任次 | 姓名   | 備註                          |
| ---- | ------ | ----------------------------- |
| 1    | 柯 扱  |                               |
| 2    | 柯 扱  |                               |
| 3    | 柯 扱  |                               |
| 4    | 柯 武  |                               |
| 5    | 柯 批  |                               |
| 6    | 黃清雲 |                               |
| 7    | 黃清雲 |                               |
| 8    | 周水塗 |                               |
| 9    | 李建億 |                               |
| 10   | 李建億 |                               |
| 11   | 蔡居男 |                               |
| 12   | 蔡居男 |                               |
| 13   | 曾春長 |                               |
| 14   | 曾春長 |                               |
| 15   | 林俊利 | 中國國民黨籍                  |
| 16   | 林俊利 | 中國國民黨籍                  |
| 17   | 曾煥彰 | 中國國民黨籍                  |
| 18   | 曾煥彰 | 中國國民黨籍                  |
| 代理 | 曾金來 | 縣政府指派，2019年4月11日上任 |
| 代理 | 黃文騰 |                               |
| 19   | 黃永欽 | 無黨籍現任                    |

### 鄉政組織
伸港鄉公所是伸港鄉最高層級的地方行政機關，在中華民國政府架構中為鄉自治的行政機關，同時負責執行縣政府及中央機關委辦事項，伸港鄉的自治監督機關為彰化縣政府。鄉長由全體鄉民直接選舉產生，任期為四年，可連選連任一次。伸港鄉公所並置鄉政會議，為鄉政最高決策機構，在鄉長之下，設有6課3室等9個內部單位及4個附屬機關。
伸港鄉民代表會是伸港鄉的最高民意機關，代表伸港鄉全體鄉民立法和監察鄉政。鄉民代表由公民直選選出，任期為四年，可連選連任。伸港鄉民代表會共有11位鄉民代表，分別為第一選區2席鄉民代表、第二選區2席鄉民代表、第三選區3席鄉民代表、第四選區4席鄉民代表，主席、副主席由11位鄉民代表互選產生。

### 行政區

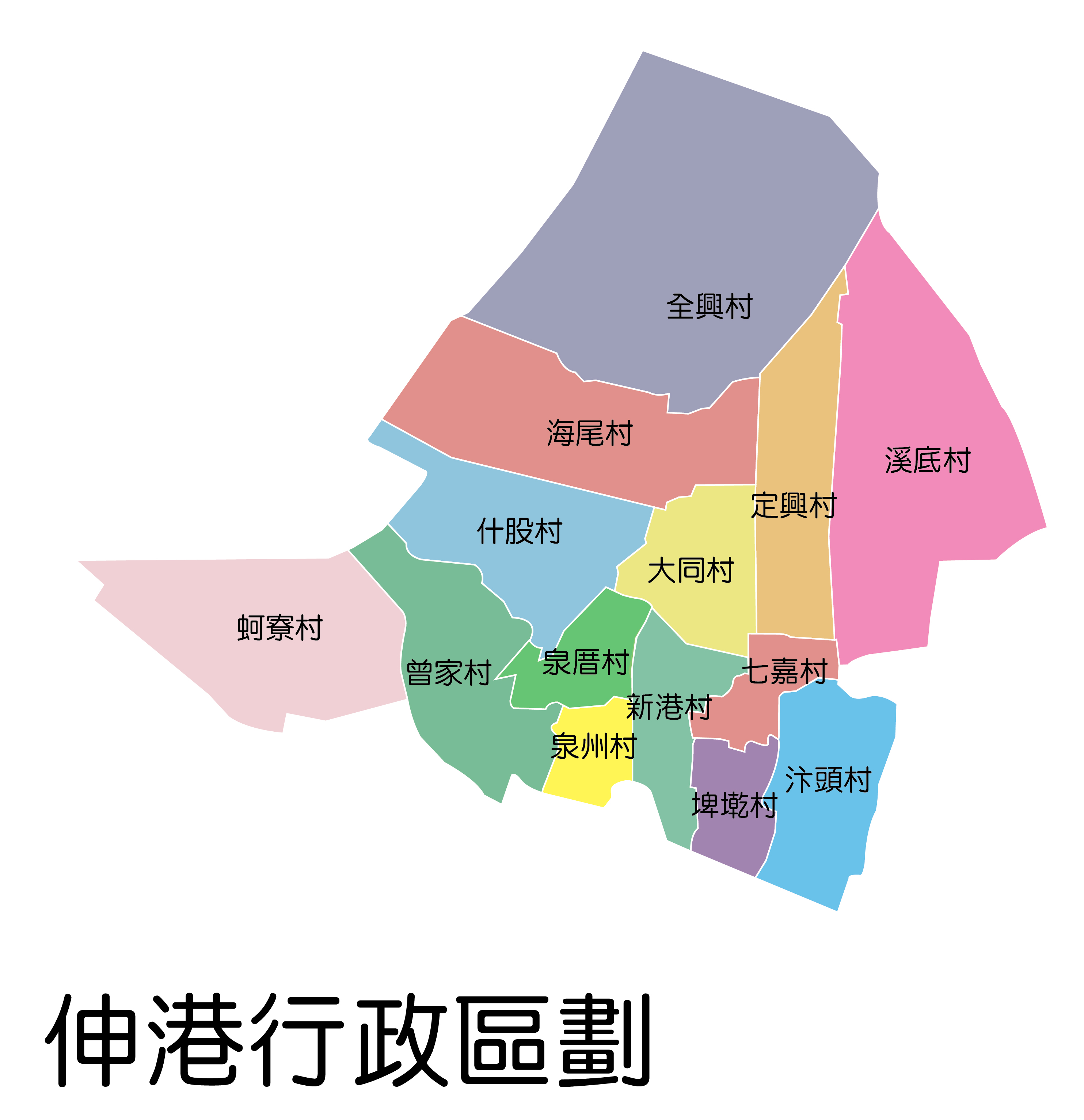
伸港鄉行政區劃

現今伸港鄉行政範圍的確立，來自於1950年7月1日，調整行政區域，將溪底、新港、埤子墘、泉州厝等地由線西鄉獨立出來，升格為新港鄉，隸屬彰化縣。1959年7月1日新港鄉改名「伸港鄉」:151。
伸港鄉境內分成14個村，行政中心所在地為大同村，郵遞區號：509
| 村名稱 | 村長   | 村名稱 | 村長   | 村名稱 | 村長   | 村名稱 | 村長   |
| ------ | ------ | ------ | ------ | ------ | ------ | ------ | ------ |
| 大同村 | 陳源森 | 汴頭村 | 何俊昌 | 七嘉村 | 柯天來 | 海尾村 | 黃建達 |
| 定興村 | 柯素眉 | 埤墘村 | 柯宏坤 | 全興村 | 陳恭志 | 蚵寮村 | 薛壁鈴 |
| 什股村 | 林世意 | 新港村 | 蔡復成 | 泉厝村 | 洪勝賢 | 溪底村 | 柯丁財 |
| 泉州村 | 陳清泉 | 曾家村 | 曾添進 |        |        |        |        |

### 警政消防
- 彰化縣警察局和美分局（页面存档备份，存于）110 / (04)755-2031
  - 伸港分駐所：509-003伸港鄉中興路二段197號A棟　Tel：(04)798-2044

- 彰化縣消防局第一大隊119
  - 伸港分隊：509-003伸港鄉中興路二段197號　Tel：(04)798-4595

## 經濟

### 農業
- 主要農作物：稻米、大蒜、洋蔥、花生
- 主要漁產：蚵、文蛤、吳郭魚
- 產業：紡織、金屬製品

### 工業
伸港有兩個工業區，彰化濱海產業園區線西區在蚵寮村西側，全興產業園區位於伸港東北側溪底村與和美鎮，屬於綜合性工業區。

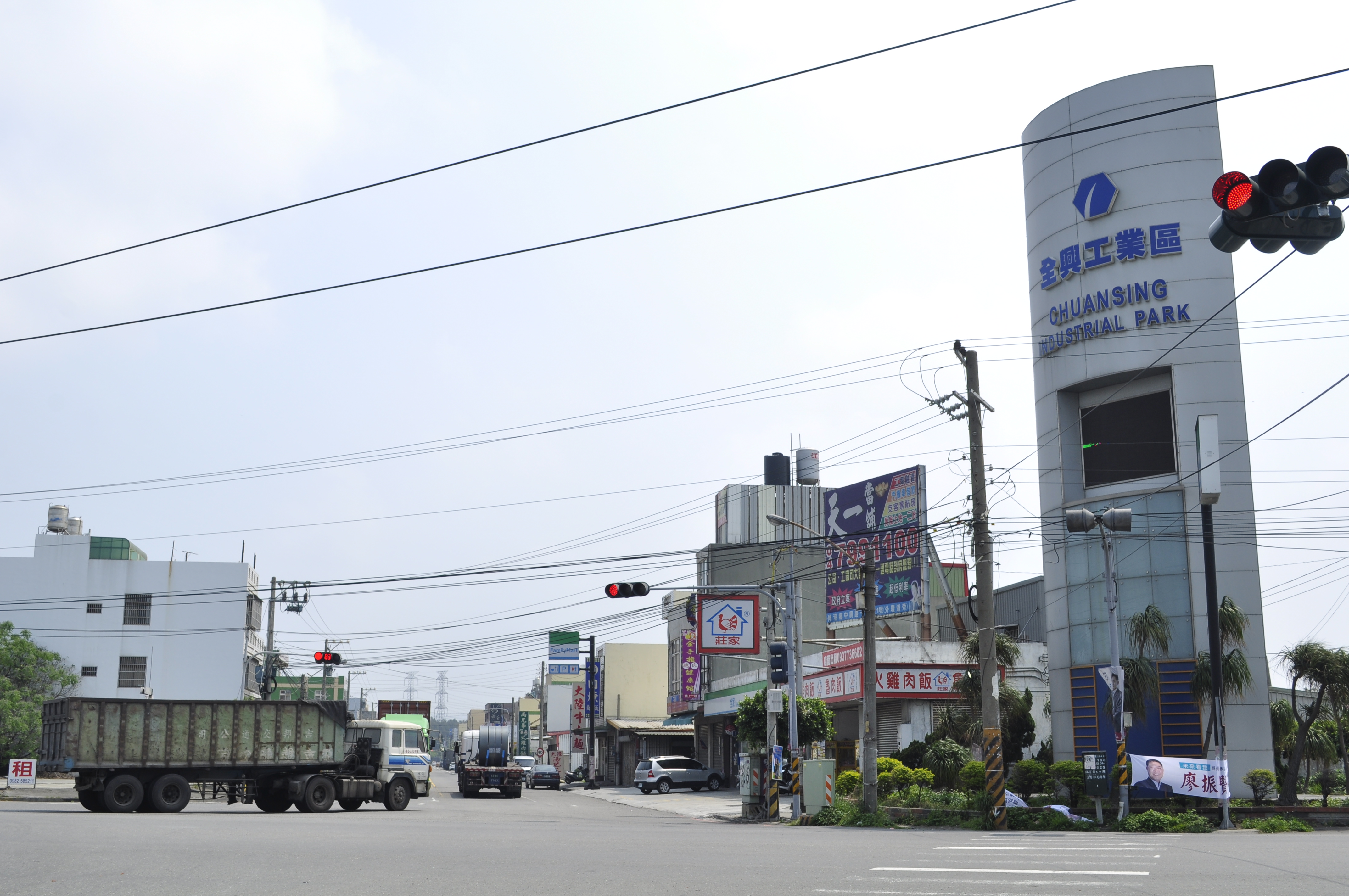
全興工業區

- 彰化濱海產業園區
- 全興產業園區

### 商業
商業活動主要集中於水尾中山路與新港路上，為市區中心。在傳統市場方面，早上有水尾信義路的傳統市場，為伸港最大菜市場。

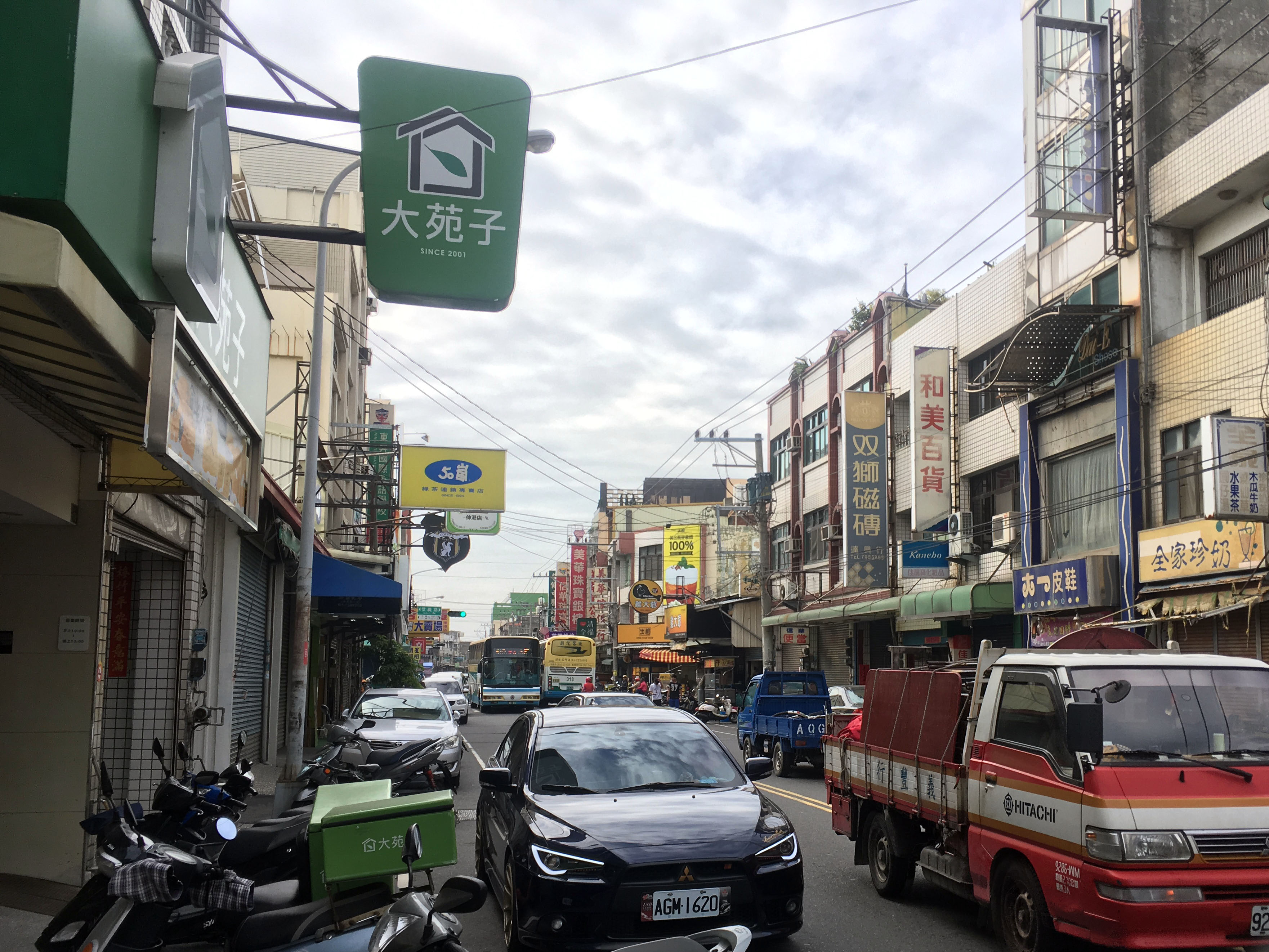
中山路街景

### 金融
| 名稱                 | 位置                       |
| -------------------- | -------------------------- |
| 中華郵政伸港郵局     | 509-011伸港鄉中山路100號   |
| 中華郵政伸港全興郵局 | 509-004伸港鄉興工路67號    |
| 彰化十信伸港分社     | 509-011伸港鄉中山路48號    |
| 彰化六信伸港分社     | 509-011伸港鄉新港路257號   |
| 合作金庫伸港分行     | 509-011伸港鄉新興路35號    |
| 台中商業銀行伸港分行 | 509-011伸港鄉中山東路111號 |

### 連鎖商店
便利商店
- 統一超商：共8間門市（門市查詢 （页面存档备份，存于））
- 全家便利商店：共4間門市（店鋪查詢 （页面存档备份，存于））
- Hi-Life萊爾富：1間門市（店面查詢 （页面存档备份，存于））

百貨量販
- 全聯福利中心（伸港店）
- 寶雅生活館（彰化伸港店）
- 小北百貨（伸港店）
- 領鮮生鮮超市（伸港店）
- 喜美超市（伸港店）
- 佑全藥局（伸港新港店）
- 大樹藥局（伸港店）
- 鞋全家福（伸港店）

3C電器
- 順發3C（伸港店）

文具店
- 金玉堂文具批發廣場（伸港店）

餐飲
- 50嵐，茶湯會，85度C，大苑子茶飲專賣店，清心福全冷飲站，迷客夏，愛戀日不落咖啡，十二韻，幸福味，普樂，龜記，麻古茶坊
- 必勝客，八方雲集

## 教育

### 國民中學
| 校名                                       | 校址                          |
| ------------------------------------------ | ----------------------------- |
| 彰化縣立伸港國民中學（页面存档备份，存于） | 509-011伸港鄉新港路280巷101號 |

### 國民小學
| 校名                                           | 校址                         |
| ---------------------------------------------- | ---------------------------- |
| 彰化縣伸港鄉伸仁國民小學（页面存档备份，存于） | 509-006伸港鄉曾家路3-15號    |
| 彰化縣伸港鄉伸東國民小學（页面存档备份，存于） | 509-007伸港鄉中華路565號     |
| 彰化縣伸港鄉大同國民小學（页面存档备份，存于） | 509-003伸港鄉彰新路七段724號 |
| 彰化縣伸港鄉新港國民小學（页面存档备份，存于） | 509-011伸港鄉和平路60號      |

## 交通
伸港鄉位於西海岸，省道台17線為縱貫南北交通要道，中彰大橋北接臺中港、臺中海線地區，南通線西鄉、鹿港鎮。台61乙線美港公路為東西向道路，未來預計高架化，西接彰濱工業區，東接國道3號和美交流道，伸港匝道完工後，使伸港鄉對外交通方便，往北至臺中國際機場30分鐘。往南至高鐵台中站30分鐘。西濱快速公路也設置出口，至臺中港、MITSUI OUTLET PARK 台中港30分鐘，形成30分鐘生活圈，使交通網絡更於完整。

### 機場
伸港鄉內無機場，下列為最近的機場：
- 臺中國際機場，開車約30分

### 鐵道
伸港鄉內並沒有鐵道行駛，下列為最近車站：
- 海岸線：龍井車站，開車約16分
- 縱貫線：彰化車站，開車約25分
- 台灣高速鐵路：台中車站，開車約23分

### 道路

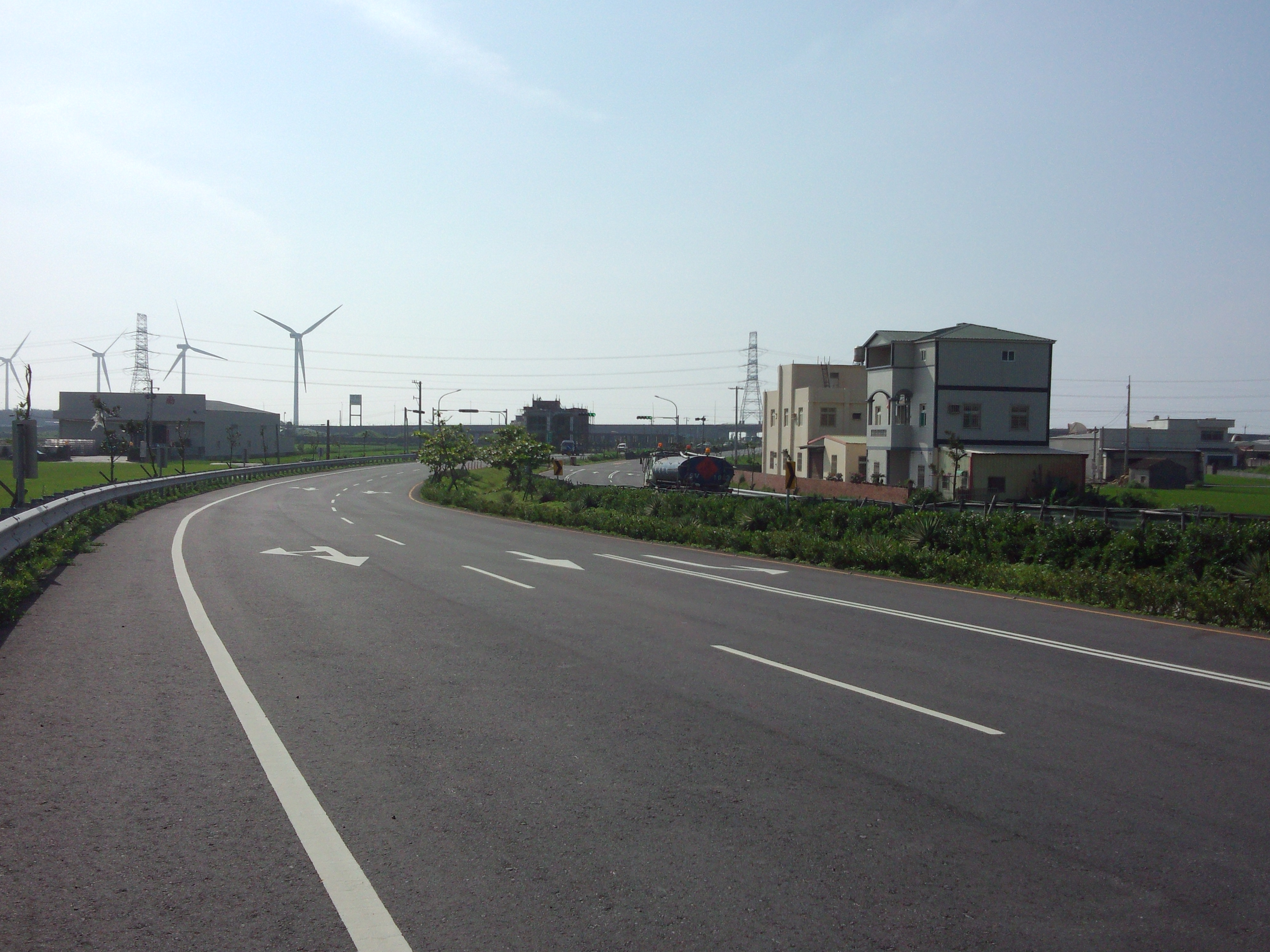
美港公路

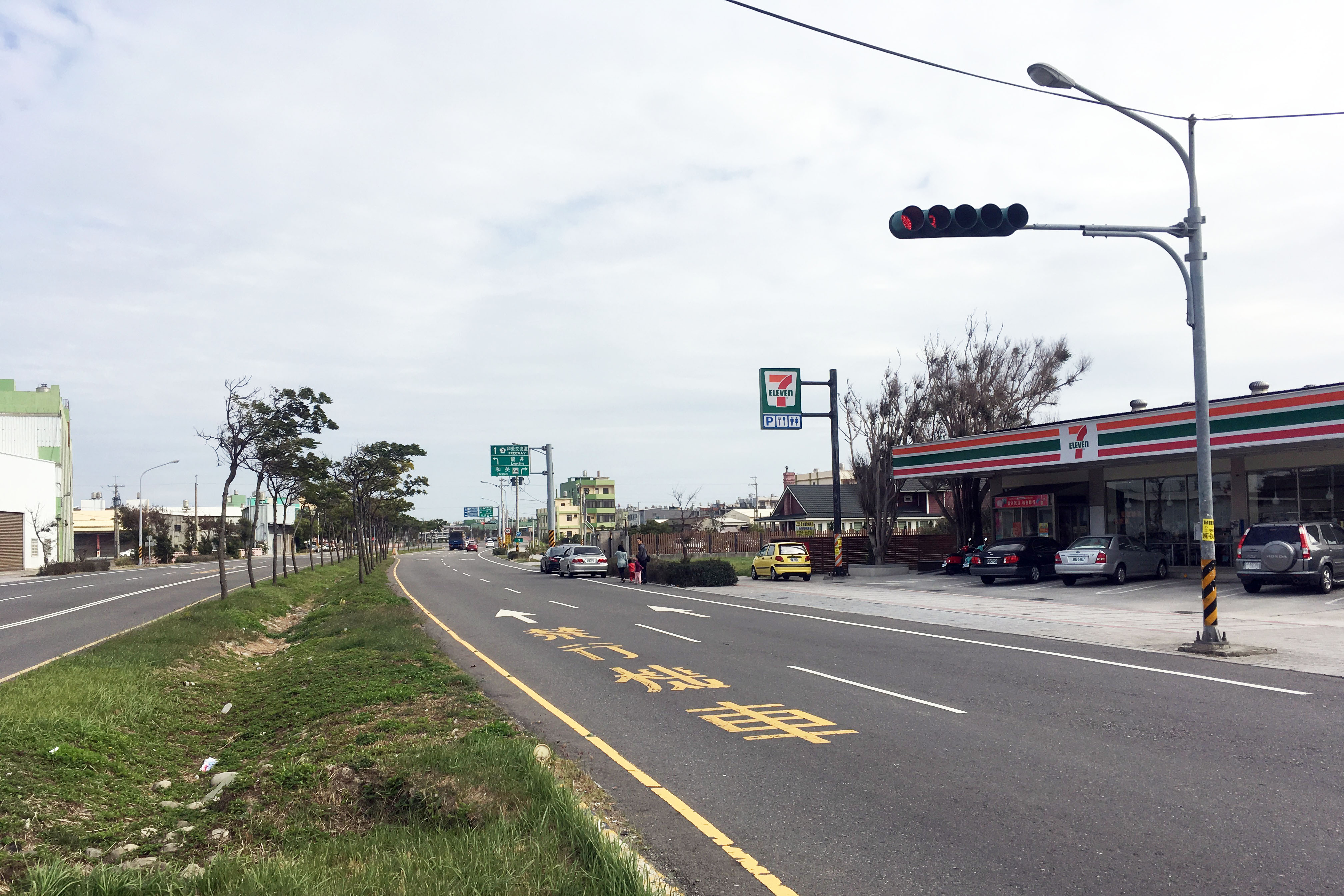
美港公路

快速公路
- 台61線：西濱快速公路
  - 166 伸港伸港交流道

省道
- 台17線：中興路三段－中興路二段－建國路－中山路
- 台61乙線：彰濱工業區－美港公路－和美交流道

縣道
- 縣道134號：伸港鄉－和美鎮－彰化市

鄉道
- 彰1線：蚵寮－塭子
- 彰1-1線：蚵寮－溝內
- 彰1-2線：蚵寮－頂見口
- 彰2線：海邊－什股
- 彰3線：堤頭－汴頭
- 彰4線：蚵寮－東竹圍
- 彰5線：溪口厝－下犁
- 彰7線：新港－下犁
- 彰195線：伸港－彰化（原縣道139）

### 大眾運輸
- 彰化客運伸港乘車處：509-002彰化縣伸港鄉中山路448號
  - 6902路：彰化－鹿港（經水尾、塭子，原133）
  - 6906路：彰化－水尾（經和美，原101）
  - 6907路：彰化－水尾（經中寮，原168）
  - 6934路：水尾－彰化－鹿港

## 公共設施

伸港鄉圖書館
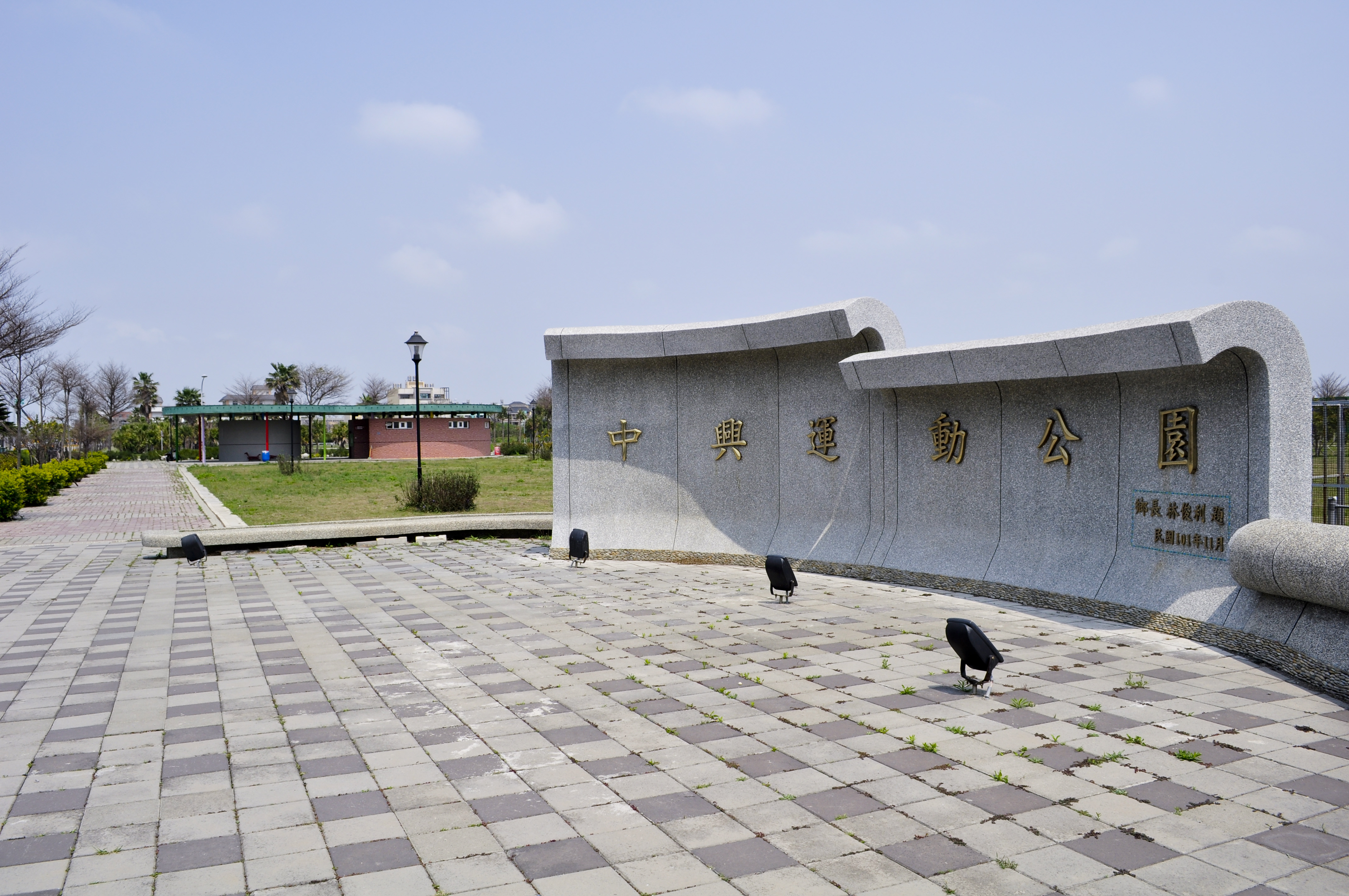
中興運動公園
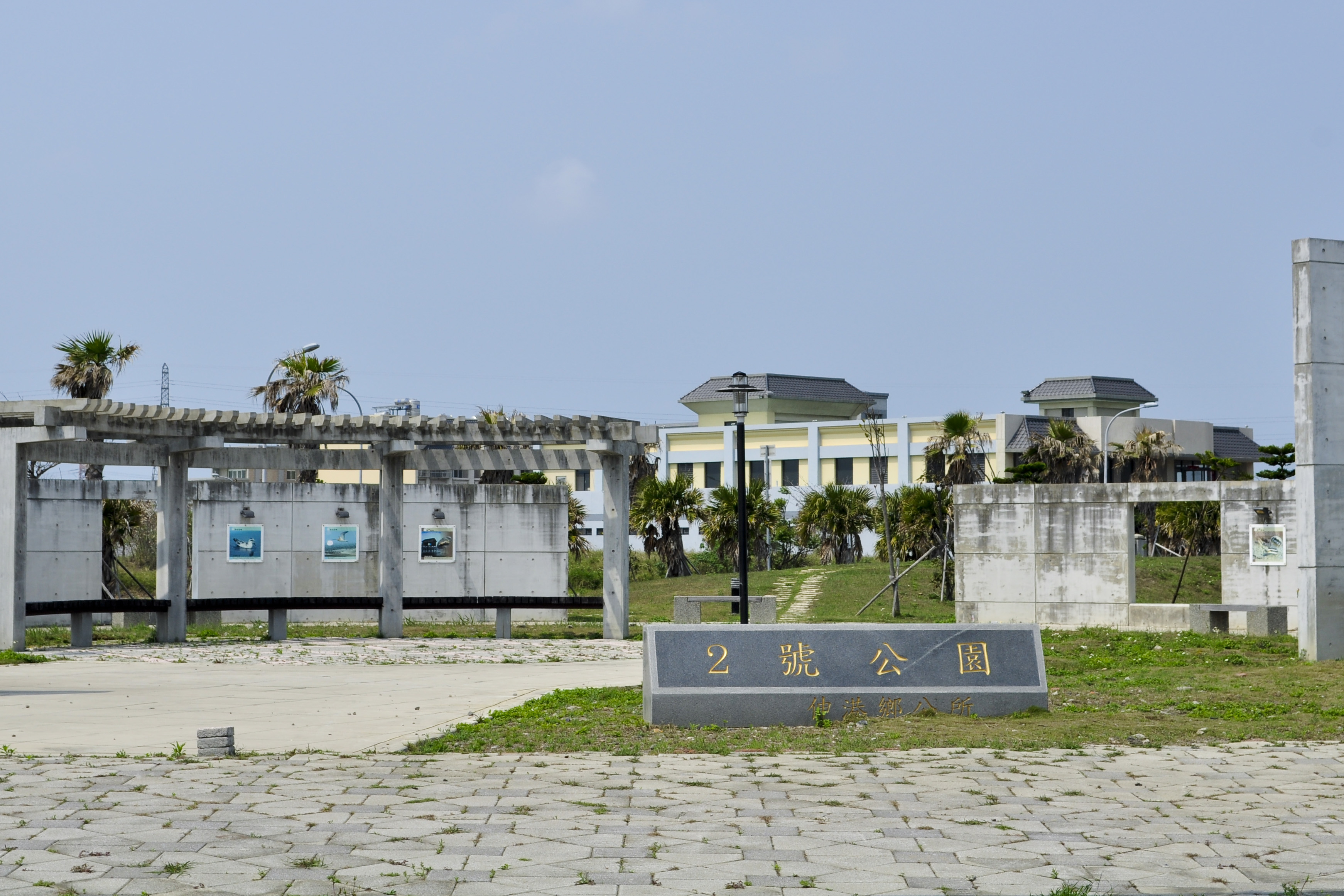
伸港2號公園
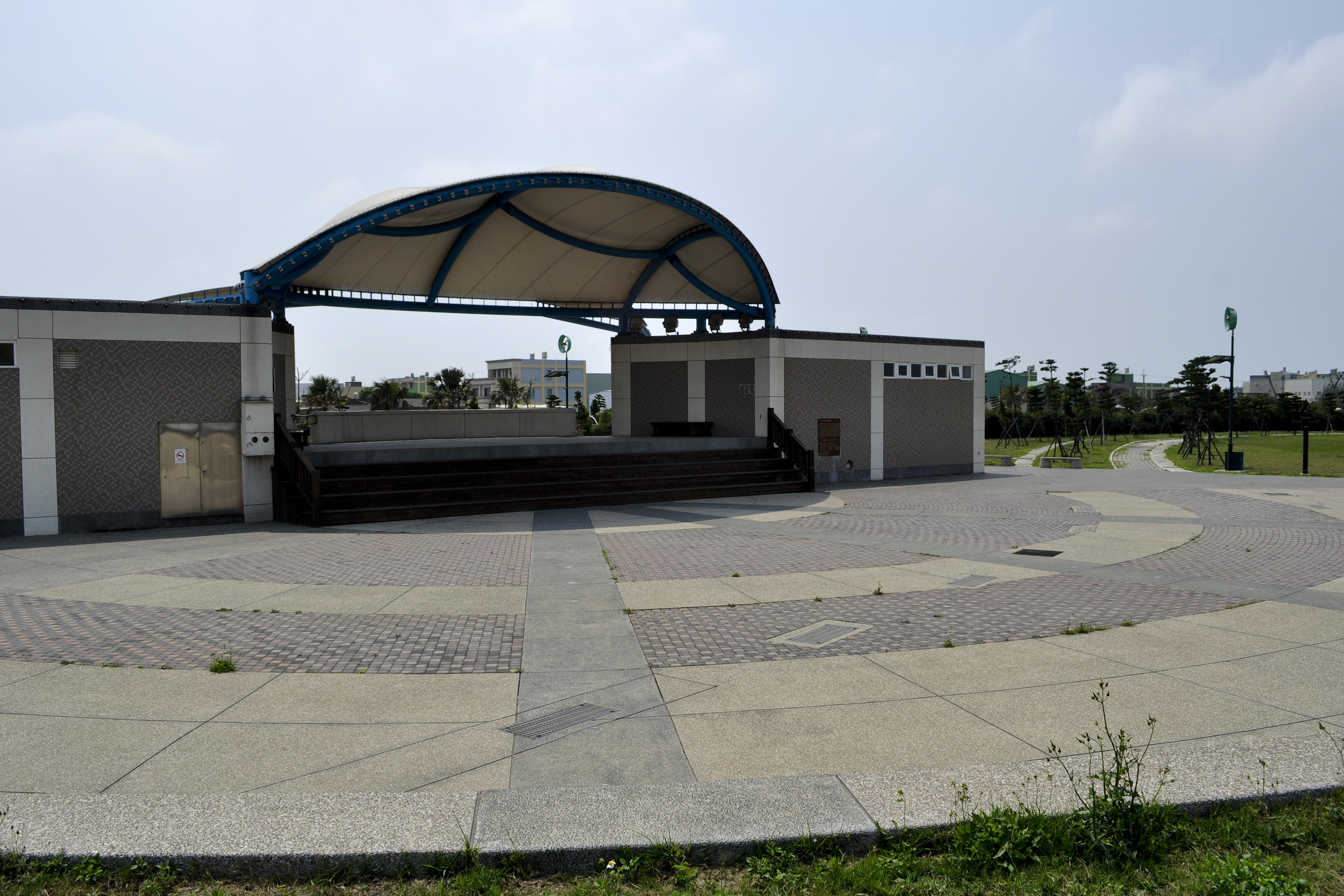
新市鎮公園

| - 伸港鄉立圖書館 - 伸港鄉濱海植物園區 - 伸港廣場 - 伸港公園 - 中興運動公園 - 2號公園 - 6號公園 - 新市鎮公園 - 虎頭山公園 - 嬉濱海豚公園 |

## 宗教

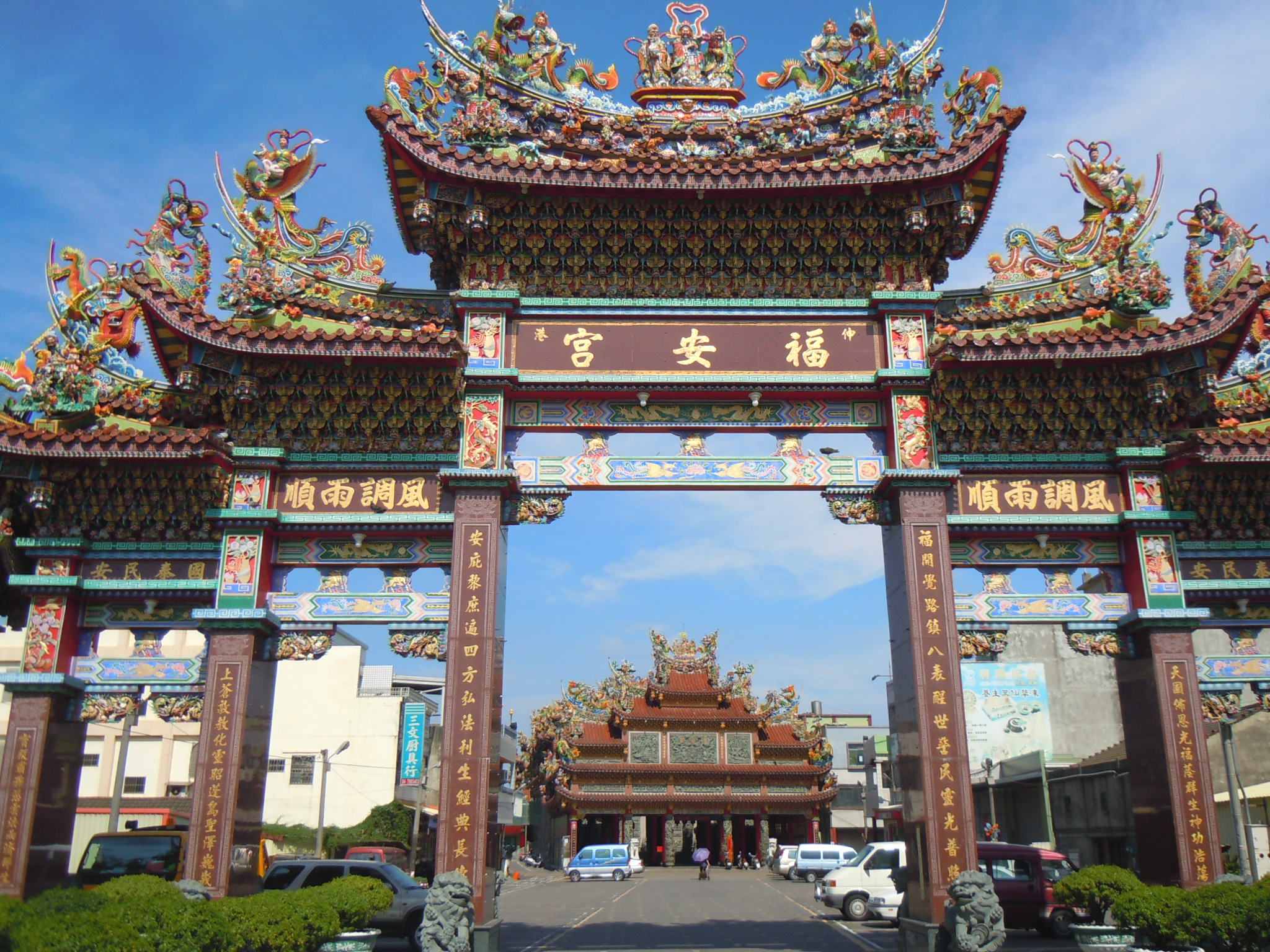
大同村伸港福安宮的牌樓。

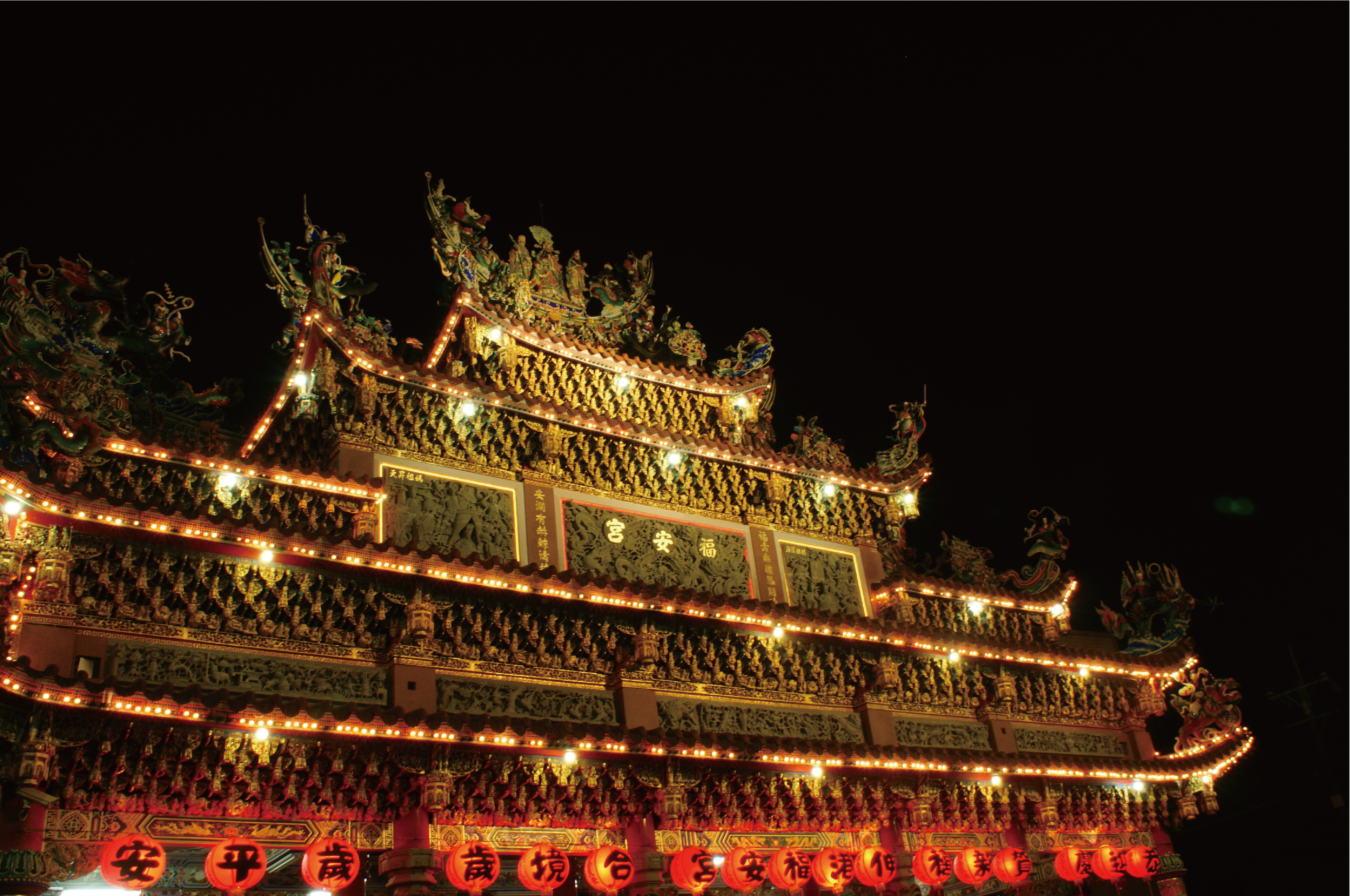
福安宮

- 福安宮（伸港媽祖廟）
- 福德宮（福德正神廟）
- 蚵寮代天府（五府千歲廟）
- 泉州村泉安宮（雷溫蕭三府千歲）
- 什股村玉興宮（張李池三府王爺）
- 汴頭村(十八張)慶安宮（朱李池三府千歲）
- 海尾村(海尾仔)寶天宮（五穀先帝）
- 伸慶宮（張玉姑廟）
- 法霖禪寺
- 國際佛光會中華總會伸港分會
- 台灣基督長老教會美光教會
- 伸港真耶穌教會
- 伸港鄉召會（聚會所）

## 旅遊
- 大肚溪口野生動物保護區
- 伸港水鳥自然公園
- 伸港鄉濱海植物園區
- 福安宮公園
- 彰化縣自然生態教育中心

#### 危險水域
縣府公告伸港鄉曾家村什股海域、伸港鄉防潮門慶安路以南 (什股鄉沿岸全境) 因潮汐變化大，漲潮脫困不及時有溺水事件，勿到設有禁止戲水告示的水域。

## 外部連結
- 伸港鄉公所 （页面存档备份，存于）
- 彰化縣伸港鄉公所的Facebook專頁
- YouTube上的伸港鄉民代表會頻道